# Čubra
Čubra (en serbe cyrillique : Чубра) est un village de Serbie situé dans la municipalité de Negotin, district de Bor. Au recensement de 2011, il comptait 420 habitants.

## Démographie

### Évolution historique de la population
| 1948  | 1953  | 1961  | 1971  | 1981 | 1991 | 2002 | 2011 |
| ----- | ----- | ----- | ----- | ---- | ---- | ---- | ---- |
| 1 263 | 1 296 | 1 331 | 1 167 | 997  | 803  | 557  | 420  |

|  |